# Девіца (Острогозький район)
Девіца (рос. Девица) — село у Острогозькому районі Воронезької області Російської Федерації.
Населення становить 822  особи. Входить до складу муніципального утворення Дівицьке сільське поселення.

## Історія
Населений пункт розташований у межах суцільної української етнічної території, частини Східної Слобожанщини. До Перших визвольних змагань належав до Воронезької губернії. У 1918 році село було прикордонним пунктом української держави. 
Згідно із законом від 15 жовтня 2004 року входить до складу муніципального утворення Дівицьке сільське поселення.

## Населення
| 2000 | 2005 | 2010 |
| ---- | ---- | ---- |
| 1060 | ↘951 | ↘822 |